# Gausapo
Gausapo era una especie de vestido velloso de un solo costado, distinguiéndose por esto del amphimalo que lo era de ambos. 
Este vestido solía ser el distintivo de un rey dacio o parto cautivo y a veces lo era en los generales romanos de haber triunfado sobre ellos.
Se llamaba también gausapo una especie de toalla de lino que a fuerza de lavarse se había vuelto muy fina y suave al tacto. Marcial habla de un guasapo cuadrado. Según Pólux esta especie de servilletas se llamaba mantilia entre los griegos y romanos.